# Hilary Shepard
Hilary Shepard (auch bekannt als Hilary Shepard Turner, Hilary Shepard-Turner und Hil(l)ary Shapiro, * 10. Dezember 1959 in New York City) ist eine US-amerikanische Schauspielerin.

## Leben
Shepard war in den späten 1980ern Sängerin in der kurzlebigen all-girl band American Girls.
In Film und Fernsehen ist sie bekannt für ihre Rolle der Piratenkönigin Divatox in den Power-Rangers-Fernsehserien bzw. Serienstaffeln Power Rangers Turbo (1997) und Power Rangers in Space (1998) sowie im Film Turbo: Der Power Rangers Film von 1997. In der Science-Fiction-Fernsehserie Star Trek: Deep Space Nine spielte sie 1997 und 1998 die Mutantin Lauren. Zu den weiteren Fernsehserien, in denen sie auftrat, gehören It’s Your Move (1985), Golden Girls (1989), Full House (1992), Diagnose: Mord (1999), Crossing Jordan – Pathologin mit Profil (2002) und CSI: Vegas (2002).
Filme, in denen sie spielte, sind unter anderem Weekend Pass (1984), Die Superaufreißer (1985), Hunk (1987), Peacemaker (1990), I Don’t Buy Kisses Anymore (1992), Scanner Cop (1994), Addams Family – Und die lieben Verwandten (1998) in dem sie die Katherine Addams verkörperte, Avalanche – Alptraum im Schnee (1999) und Ophelia Learns to Swim (2000).
Zusammen mit der Schauspielerin Daryl Hannah erschuf sie die Brettspiele Love it or Hate it und LIEbrary. Shepard hat zwei Töchter.

## Filmografie
- 1982: Soup for One
- 1982: Summer Lovers
- 1984: Weekend Pass
- 1985: It’s Your Move (Fernsehserie, eine Folge)
- 1985: Die Superaufreißer (Private Resort)
- 1985: Radioactive Dreams
- 1986: Archie und Harry – Sie können’s nicht lassen (Tough Guys)
- 1987: Hunk
- 1987: Erben des Fluchs (Friday the 13th: The Series, Fernsehserie, eine Folge)
- 1988: Der Dicke und die Schöne … zum Fressen gern (Lucky Stiff)
- 1988: Familienbande (Family Ties, Fernsehserie, eine Folge)
- 1989: Murphy Brown (Fernsehserie, eine Folge)
- 1989: Die Wilde von Beverly Hills (Troop Beverly Hills)
- 1989: Golden Girls (The Golden Girls, Fernsehserie, eine Folge)
- 1990: Peacemaker
- 1990: Dream On (Fernsehserie, eine Folge)
- 1990: Shangri-La Plaza (Fernsehfilm)
- 1990: Doctor Doctor (Fernsehserie, eine Folge)
- 1992: I Don’t Buy Kisses Anymore
- 1992: Full House (Fernsehserie, 2 Folgen)
- 1993: Die Verschwörer (Dark Justice, Fernsehserie, eine Folge)
- 1993: Angriff der 20-Meter-Frau (Attack of the 50 Ft. Woman, Fernsehfilm)
- 1994: Scanner Cop
- 1995: T-Rex (Theodore Rex)
- 1996: Letzte Ausfahrt Erde (Last Exit to Earth, Fernsehfilm)
- 1996–1998: Star Trek: Deep Space Nine (Fernsehserie, 3 Folgen)
- 1997: Power Rangers Turbo (Fernsehserie, 20 Folgen)
- 1997: Turbo: Der Power Rangers Film (Turbo: A Power Rangers Movie)
- 1998: Power Rangers in Space (Fernsehserie, 5 Folgen)
- 1998: Addams Family – Und die lieben Verwandten (Addams Family Reunion, Fernsehfilm)
- 1999: Diagnose: Mord (Diagnosis Murder, Fernsehserie, eine Folge)
- 1999: Avalanche – Alptraum im Schnee (Avalanche)
- 1999: Roswell (Fernsehserie, eine Folge)
- 2000: L.A. 7 (Fernsehserie, 2 Folgen)
- 2000: Ophelia Learns to Swim
- 2001: So Little Time (Fernsehserie, eine Folge)
- 2001: A Woman’s a Helluva Thing (Fernsehfilm)
- 2002: Crossing Jordan – Pathologin mit Profil (Crossing Jordan, Fernsehserie, eine Folge)
- 2002: CSI: Den Tätern auf der Spur (CSI: Crime Scene Investigation, Fernsehserie, eine Folge)
- 2005: Jungfrau (40), männlich, sucht … (The 40 Year-Old Virgin)
- 2005: Going Shopping